# Jean Rolland (pilote automobile)
Pour les articles homonymes, voir Jean Rolland et Rolland.
Jean-Charles Rolland, dit « Le Roi des Cévennes » (avec Gabriel Augias dit Gaby  mort 1999), né le 27 juillet 1935 à Digne-les-Bains et mort le 17 septembre 1967 sur l'autodrome de Linas-Montlhéry, est un pilote automobile français.

## Biographie[2]
C'est en 1952, lors du rallye du Verdon, que Jean-Charles Rolland débute en sport automobile aux côtés de son grand-père Charles-Jean-Joseph Rolland, sur une Peugeot 203. Jusqu'en 1960, il dispute des rallyes régionaux sur ce type de voiture, et notamment le rallye Monté Carlo en janvier 1960 avec Gabriel AUGIAS à ses côtés, l'équipage finit premiers de la classe 2 et 42e au général. Il va acquérir en 1959 une Alfa Romeo Giulietta Sprint Veloce qui lui permet d'engranger ses premières victoires scratch. 
À l'exception de quelques rallyes disputés sur Citroën DS ou sur Ferrari, il court dès lors presque exclusivement sur Alfa, et de 1959 à 1967 remporte à trois reprises la Coupe des Alpes et quatre fois le Critérium des Cévennes. 
Il se tue sur l'autodrome de Linas-Montlhéry, lors d'une séance d'essais du prototype Alfa Romeo 33 Stradale. 
En septembre 2017, est commémoré dans sa ville natale le cinquantième anniversaire de sa disparition.

## Palmarès

### Titres
| Saison | Titre                                | Voiture               |
| ------ | ------------------------------------ | --------------------- |
| 1964   | Champion de France GT                | Alfa Romeo Giulia TZ  |
| 1965   | Vice-champion de France GT           | Alfa Romeo Giulia TZ  |
| 1966   | Champion de France Tourisme Spéciale | Alfa Romeo Giulia GTA |

### Principales victoires[7]
| Saison | Rallye                  | Copilote                   | Voiture                 |
| ------ | ----------------------- | -------------------------- | ----------------------- |
| 1959   | Ronde Cévenole          | Gabriel Augias             | Alfa Romeo Giulietta SV |
| 1959   | Critérium des Cévennes  | Gabriel Augias             | Alfa Romeo Giulietta SV |
| 1961   | Critérium Alpin         | Gabriel Augias             | Alfa Romeo Giulietta SZ |
| 1961   | Rallye du Var           | Gabriel Augias             | Alfa Romeo Giulietta SZ |
| 1962   | Critérium des Cévennes  | Gabriel Augias             | Alfa Romeo Giulietta SZ |
| 1963   | Critérium Jean Behra    | Gabriel Augias             | Alfa Romeo Giulietta SZ |
| 1963   | Coupe des Alpes (GT)    | Gabriel Augias             | Alfa Romeo Giulietta SZ |
| 1963   | Rallye du Var           | Gabriel Augias             | Alfa Romeo Giulietta SZ |
| 1964   | Coupe des Alpes         | Gabriel Augias             | Alfa Romeo Giulia TZ    |
| 1964   | Critérium des Cévennes  | Gabriel Augias             | Alfa Romeo Giulia TZ    |
| 1965   | Critérium des Cévennes  | Gabriel Augias             | Alfa Romeo Giulia TZ    |
| 1966   | Critérium Jean Behra    | Gabriel Augias             | Alfa Romeo Giulia TZ    |
| 1966   | Ronde Cévenole          | Gabriel Augias             | Alfa Romeo Giulia TZ    |
| 1966   | Rallye du Mistral       | Jean Baraton               | Alfa Romeo Giulia GTA   |
| 1966   | Coupe des Alpes         | Gabriel Augias             | Alfa Romeo Giulia GTA   |
| 1966   | Tour de Corse (T/TS)    | Gabriel Augias             | Alfa Romeo Giulia GTA   |
| 1966   | Critérium Alpin         | Gabriel Augias             | Alfa Romeo Giulia GTA   |
| 1967   | Ronde Cévenole          | Jean-Claude Gamet          | Alfa Romeo Giulia GTA   |
| 1967   | 6 Heures du Nürburgring | Lucien Bianchi (2e pilote) | Alfa Romeo Giulia GTA   |